# Memorial Hall (Philadelphie)
Pour les articles homonymes, voir Memorial Hall.
Le Memorial Hall  de Philadelphie est un bâtiment de style Beaux-Arts dans le district de West Fairmount Park. Le bâtiment est situé à l'ouest de la rivière Schuylkill, au coin de East Memorial Hall Drive et de l'avenue de la République. L'édifice a été construit pour servir de galerie d'art pour l'exposition du centenaire de 1876, et demeure aujourd'hui la seule construction majeure de cette exposition. Cette galerie d'art est devenue par la suite le musée d'art de Pennsylvanie (maintenant le Philadelphia Museum of Art - le musée des beaux-arts de Philadelphie) et la Pennsylvania Museum School of Industrial Art (l'école d'art industriel du musée de Pennsylvanie maintenant l'université des Arts). Depuis le 18 octobre 2008, le Memorial Hall a accueilli le Please Touch Museum (en). Il a été désigné monument historique national en 1976.

## Historique
Le Memorial Hall de Philadelphie a été conçu par Herman Schwarzmann, et est un exemple précoce de l'architecture monumentale du style Beaux-Arts aux États-Unis. Schwarzmann, qui fut l'ingénieur en chef de la Commission du Fairmount Park, a également conçu la salle d'horticulture temporaire pour l'Exposition de 1876. La construction ayant commencé le 6 juillet 1874 et a été achevée pour les cérémonies d'ouverture le 10 mai 1876, au coût de 1,5  million de dollars. Le président Ulysses S. Grant et d'autres dignitaires ont présidé l'événement, qui a été la première grande foire mondiale à être présentée aux États-Unis.
L'extérieur de l'édifice est fini avec du granit et l'intérieur est décoré d'ornements de marbre et de plâtre. Ce bâtiment  occupant une superficie de 111 pieds (34 m) par 210 pieds (64 m) et de 150 pieds (46 m) de haut, est surmonté d'un dôme en fer et en verre au sommet duquel se trouve la statue de Columbia de 23 pieds de haut (7,0 m) (figure allégorique des États-Unis) tenant une branche de laurier. Aux coins, à la base du dôme, quatre statues symbolisant l'industrie, le commerce, l'agriculture et les mines. Le Memorial Hall de Philadelphie a inspiré les concepteurs du bâtiment du Reichstag à Berlin.
Le Memorial Hall ayant été conçu pour abriter des expositions d'art, une annexe distincte due être construite pour abriter toutes les œuvres qui y furent exposées. Un autre bâtiment fut construit pour l'exposition de la photographie.
Après l'exposition, le Memorial Hall rouvrit ses portes en 1877 devenant le Pennsylvania Museum School of Industrial Art (l'école d'art industriel du musée de Pennsylvanie) pour ensuite devenir le premier bâtiment à abriter le musée d'art de Philadelphie, jusqu'en 1929. Le bâtiment a été repris par la Commission du Fairmount Park en 1958,. En 1982, le bâtiment fut utilisé comme poste de police,.